# ادولفو یی کارانزا
ادولفو یی کارانزا (به اسپانیایی: Adolfo E. Carranza) یک منطقهٔ مسکونی در آرژانتین است که در ایالت کاتامارکا واقع شده‌است.